# Ủy ban Âm học Quốc tế
Ủy ban Âm học Quốc tế hay Ủy ban Quốc tế về Âm học, viết tắt theo tiếng Anh là ICA (International Commission for Acoustics), là một tổ chức phi chính phủ quốc tế hoạt động trong lĩnh vực nghiên cứu âm học và ứng dụng của nó.
ICA thành lập năm 1951 , là thành viên liên kết khoa học của Hội đồng Khoa học Quốc tế (ISC) , và trước đây của Hội đồng Quốc tế về Khoa học (ICSU) .

## Lịch sử
Ủy ban Âm học Quốc tế, ICA, thành lập năm 1951 và là một Ủy ban (C7) của Liên đoàn Quốc tế về Vật lý Thuần túy và Ứng dụng (IUPAP) .
Năm 1996 ICA trở thành một ủy ban trực thuộc (AC3) của IUPAP vào và cũng là một tổ chức có liên quan của Liên đoàn Quốc tế về Cơ học Lý thuyết và Ứng dụng (IUTAM).
ICA là thành viên liên kết khoa học của Hội đồng Khoa học Quốc tế ISC vào năm 2006.

## Hoạt động
Mục đích của ICA, là để thúc đẩy phát triển và hợp tác quốc tế trong các lĩnh vực âm thanh bao gồm nghiên cứu, phát triển, giáo dục, và tiêu chuẩn hóa.
| Nr  | Đại hội                                                      | Địa điểm Đại hội                     | Địa điểm Đại hội                     | Nhiệm kỳ                             | Chủ tịch                             |
| --- | ------------------------------------------------------------ | ------------------------------------ | ------------------------------------ | ------------------------------------ | ------------------------------------ |
| 24. | ICA 2022                                                     | Gyeongju                             | Hàn Quốc                             |                                      |                                      |
| 23. | ICA 2019                                                     | Aachen                               | Đức                                  | 2019-22                              | Mark Hamilton                        |
| 22. | ICA 2016                                                     | Buenos Aires                         | Argentina                            | 2016-19                              | Michael Taroudakis                   |
| 21. | ICA 2013 Lưu trữ ngày 1 tháng 8 năm 2015 tại Wayback Machine | Montréal                             | Canada                               | 2013-16                              | Marion Burgess                       |
| 20. | ICA 2010                                                     | Sydney                               | Úc                                   | 2010-13                              | Michael Vorländer                    |
| 19. | ICA 2007                                                     | Madrid                               | Tây Ban Nha                          | 2007-10                              | Samir Gerges                         |
| 18. | ICA 2004                                                     | Kyoto                                | Nhật Bản                             | 2004-07                              | Philip A. Nelson                     |
| 17. | ICA 2001                                                     | Rome                                 | Ý                                    | 2001-04                              | Gilles Daigle                        |
| 16. | ICA 1998                                                     | Seattle                              | Hoa Kỳ                               | 1998-01                              | Lawrence Crum                        |
|     | 1997                                                         | Status as Subcommittee on Acoustics: | Status as Subcommittee on Acoustics: | Status as Subcommittee on Acoustics: | Status as Subcommittee on Acoustics: |
| 15. | ICA 1995                                                     | Trondheim                            | Na Uy                                | 1996-98                              | Tor Kihlman                          |
| 14. | ICA 1992                                                     | Bắc Kinh                             | Trung Quốc                           | 1993-96                              | Tor Kihlman                          |
| 13. | ICA 1989                                                     | Belgrade                             | Nam Tư                               | 1990-93                              | D.T. Blackstock                      |
| 12. | ICA 1986                                                     | Toronto                              | Canada                               | 1987-90                              | H. Myncke                            |
| 11. | ICA 1983                                                     | Paris                                | Pháp                                 | 1984-87                              | H. Myncke                            |
| 10. | ICA 1980                                                     | Sydney                               | Úc                                   | 1981-84                              | R.T. Beyer                           |
| 9.  | ICA 1977                                                     | Madrid                               | Tây Ban Nha                          | 1978-81                              | R.T. Beyer                           |
| 8.  | ICA 1974                                                     | London                               | Anh                                  | 1975-78                              | E.A.G. Shaw                          |
| 7.  | ICA 1971                                                     | Budapest                             | Hungary                              | 1972-75                              | J. Mattei                            |
| 6.  | ICA 1968                                                     | Tokyo                                | Nhật Bản                             | 1969-72                              | Ignacy Malecki                       |
| 5.  | ICA 1965                                                     | Liege                                | Bỉ                                   | 1966-69                              | Ignacy Malecki                       |
| 4.  | ICA 1962                                                     | Copenhagen                           | Đan Mạch                             | 1963-66                              | W. Furrer                            |
| 3.  | ICA 1959                                                     | Stuttgart                            | Đức                                  | 1960-63                              | W. Furrer                            |
| 2.  | ICA 1956                                                     | Cambridge                            | Hoa Kỳ                               | 1957-60                              | W. Furrer                            |
| 1.  | ICA 1953                                                     | Delft                                | Hà Lan                               | 1951-57                              | Richard Henry Bolt                   |
| TL. | 1951                                                         |                                      |                                      | 1951-57                              | Richard Henry Bolt                   |